# Wybory parlamentarne w Liechtensteinie w 1989 roku

Wybory parlamentarne w Liechtensteinie w 1989 roku – wybory parlamentarne, jakie odbyły się w Liechtensteinie 3 i 5 marca 1989. Zwyciężyła w nich Unia Patriotyczna (VU) uzyskując 47,15% głosów. Postępowa Partia Obywatelska uzyskała wynik 42,12%, a Wolna Lista zdobyła 7,56% głosów. Frekwencja wyniosła 90,88%.
Do obsadzenia było 25 miejsc w Landtagu, czyli o 10 więcej w porównaniu do wyborów z 1986.

## Wyniki
|  | Partia                       | Głosy  | Procent | Mandaty |
|  | ---------------------------- | ------ | ------- | ------- |
|  | Unia Patriotyczna            | 75,417 | 47,15   | 13      |
|  | Postępowa Partia Obywatelska | 67,382 | 42,12   | 12      |
|  | Wolna Lista                  | 12,090 | 7,56    | 0       |